# Groom of the Stool
Der Groom of the Stool (auch Groom of the Stole) war der intimste Höfling/Kammerherr eines englischen bzw. britischen Monarchen, der den König bei der Benutzung des Toilettenstuhls und der Waschung unterstützte.

## Bekannte Personen

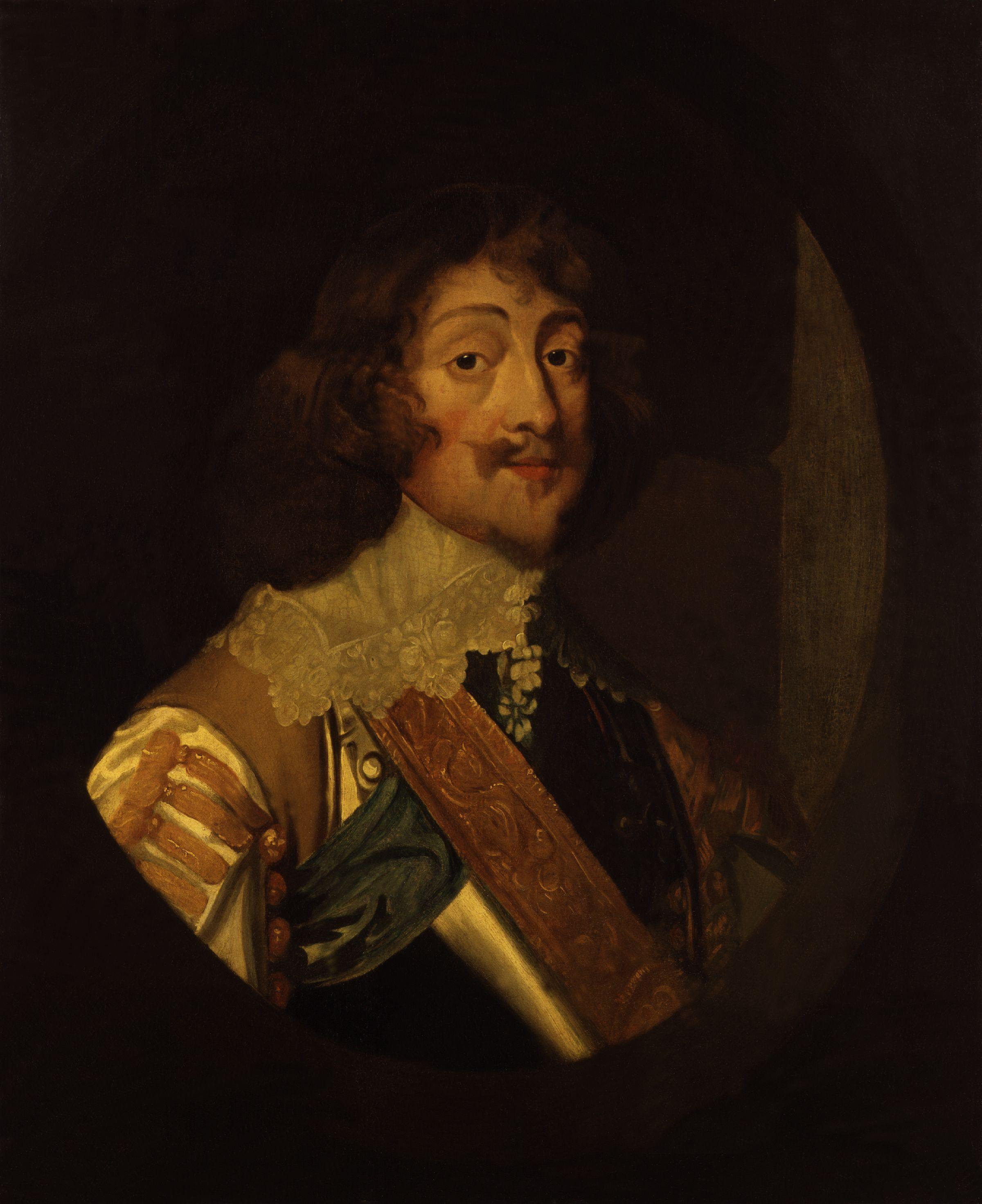
Henry Rich, 1. Earl of Holland, Groom of the Stool von Karl I. bis zum Jahr 1643

Sir William Compton nahm die Position des Grooms of the Stool unter Heinrich VIII. 17 Jahre lang ein. Er war ein enger Vertrauter des Monarchen, der auch noch viele andere Aufgaben hatte, so war Compton u. a. Constable der Schlösser von Warwick, Gloucester und Sudeley. Sein Nachfolger war Sir Henry Norris, der die Funktion zehn Jahre lang ausübte, dann aber in Ungnade fiel und auf dem Tower Hill exekutiert wurde. Sir Thomas Heneage und Sir Anthony Denny dienten ebenfalls in dieser Position unter Heinrich VIII.
25 Jahre lang war Sir John Granville, der spätere erste Earl of Bath, unter Karl II. Groom of the Stool. Georg III. hatte in seiner Regentschaft neun offizielle „Toilettenangestellte“, die alle Earls, Dukes und Viscounts waren.
James Hamilton, 2. Duke of Abercorn, war der letzte Groom of the Stool, von 1883 bis 1901, bis Edward VII. nach seiner Thronbesteigung einen Schlussstrich zog und die Funktion abschaffte.